# Dovilai
Dovilai je městys v západní části Litvy, v Klaipėdském kraji, na západním (pravém) břehu Minije, do které se zde vlévá městem protékající potok Lašiupė, 5 km na jihozápad od Gargždů, hradiště Dovilų piliakalnis (jinak také Gedminų piliakalnis, Dusmenų piliakalnis, Gedimino pilis (neplést s hradem ve Vilniusu jménem Gedimino pilis!), Pelutės Kalnas, Muškalnis. Výška: 9 m nad úrovní terénu. I. tisíciletí až 13. století. Východní část a oba náspy poničily počátkem roku 1945 německé zákopy). Dále je zde Základní škola v Dovilech, evangelický luterský kostel (vysvěcený roku 1995, pošta (PSČ LT-96011), pískovna (dvě jezera na sever od města). Městem prochází silnice č. 227 Jakai – Gargždai.

## Minulost města
V roce 1736 byla otevřena základní škola, od roku 1971 jako osmiletá. Před II. světovou válkou zde byla stanice úzkokolejné dráhy, cihelna silikátových cihel, městys byl znám jako Doviliai. Za sovětské okupace středisko sovchozu. 28. března 2009 prezident Litevské republiky dekretem č. 1K-1750 potvrdil znak Dovilů.

### Kostel
V roce 1739 zde Fridrich Vilém I. plánoval postavit kostel, ale s plánu sešlo, neboť roku 1740 zemřel. Později se i pruská vláda zřelka těchto plánů pro finanční těžkosti. Evangelické bohoslužby se zde začaly sloužit až v roce 1784 v jedné z místností (v malém sále) školy. V roce 1818 farnost překročila 5 000 lidí. V roce 1846 sem byl jako kazatel vyslán Klaipėdský diakon Hermann Leopold Friedrich Hann. Farář Augustas Harner se začal starat o stavbu kostela. 17. listopadu 1861 byl položen základní kámen. Na stavbě se podíleli architekt H. Meyer, stavbyvedoucí zedník Wossing, zedník Hallinger (oba z Klaipėdy). 18. září 1862 byla stavba vysvěcena. Instalovány 12-rejstříkové varhany, oltář zdobil obraz "Žehnající Kristus". Další vybavení darovali dvorní Baranowski ze Šernů, Kintajská farnost. Na pobožnosti farníky zvaly dva zvony. Kolem roku 1862 byla postavena také fara a nová budova školy.

#### Sovětská okupace
Na podzim roku 1944 oddíl artilerie Rudé armády z kostela udělala koňský chlév, zničila interiér (vyvrátili oltář, spálili varhany, lavice, okna, když se ohřívali při ohníčku). Později zde byl sklad a mlýnice. V roce 1991 byl kostel vrácen luterské farnosti. V roce 1993 byly započaty restaurátorské práce (autor projektu Vytautas Šliogeris) a 28. května 1995 byl kostel vysvěcen.

## Obyvatelstvo
| 1925 | 1959 | 1970 | 1979  | 1989  | 2001  |
| ---- | ---- | ---- | ----- | ----- | ----- |
| 254  | 454  | 701  | 1 142 | 1 888 | 1 231 |